# Dany, bitte schreiben Sie
Dany, bitte schreiben Sie ist ein deutscher Liebesfilm von Eduard von Borsody aus dem Jahr 1956. Als Vorlage diente der gleichnamige Roman von Inge Rösener.

## Handlung
Die junge Vollwaise Dany steht am Vorabend ihrer Hochzeit, hat sich gerade ein teures Brautkleid gekauft und muss nun erfahren, dass ihr Verlobter ein Heiratsschwindler ist, der mit ihren gesamten Ersparnissen verschwunden ist. Fest mit der Heirat rechnend hat Dany nicht nur ihre Münchner Wohnung, sondern auch ihre Arbeit gekündigt und steht nun ohne alles da. Ihr letzter Ausweg ist die Rückgabe des Brautkleides, um wenigstens ein wenig Geld zu haben.
Sie begibt sich am nächsten Tag ins Modehaus Pratt, wo sie auf den überlasteten Geschäftsführer Schnattke trifft. Nach der Entlassung der Chefsekretärin bleibt die ganze Büroarbeit an ihm hängen. Dany, die nur ihr Kleid zurückgeben will, muss prompt ein paar Anrufe für Schnattke annehmen und wird von Chefdesigner Hannes Pratt daher für die neue Sekretärin gehalten. Auch als sich der Irrtum klärt, besteht Hannes auf Dany als seiner neuen Sekretärin und die nimmt an.
Schon nach kurzer Zeit ist sie heillos überfordert – weniger mit der Büroarbeit, als vielmehr mit der Koordination der zahlreichen Liebschaften ihres Chefs. Es ist stets Dany, die Treffen verlegen oder absagen muss, drückt sich Hannes doch zu gerne vor diesen unliebsamen Aufgaben. Da sie für ihn regelmäßig Überstunden macht, kommt ihr eigenes Privatleben zu kurz. Dies ist für Dany umso ärgerlicher, hat sie doch in Wolfgang, dem Bruder des Mannequins Billy, einen sympathischen Mann kennengelernt, auch wenn sie sich nach der großen Enttäuschung mit ihrem Verlobten nie wieder verlieben wollte. Hannes wiederum sagt ihr bei einem gemeinsamen Abendessen, dass er sich in sie verliebt hat.
Als sich Hannes’ erste große Liebe Helen, die ihn damals verlassen und in den USA reich geheiratet hat, in München ankündigt, steckt Hannes in einer Zwickmühle. Um nicht zu verletzt zu erscheinen, hatte er Helen in den letzten drei Jahre immer geschrieben, selbst auch verheiratet zu sein. Nun, da sie ihn besuchen will, droht der Schwindel ans Licht zu kommen. Zunächst behauptet er, seine Frau sei verreist, käme am nächsten Tag wieder und wolle dann mit ihm anlässlich ihres Geburtstages nach Venedig fahren. Es stellt sich heraus, dass auch Helen und ihr Mann am nächsten Tag nach Venedig reisen wollen und sogar in genau dem Hotel wohnen, das sich Hannes spontan als sein Hotel ausgedacht hatte. Er überredet nun Dany, mit ihm nach Venedig zu reisen und sich dort als seine Frau auszugeben.
Zunächst geht alles gut, auch wenn Dany am ersten Abend zu viel Alkohol trinkt und sich vor Helens Mann verhaspelt. Dany und Hannes kommen sich näher und Dany glaubt, dass Hannes sie tatsächlich liebt und sich nicht nur oberflächlich in sie verliebt hat, wie das bei seinen zahlreichen Amouren der Fall ist. Sie ist umso enttäuschter, als sie hört, dass er für sie genau das gleiche Menü bestellt wie für alle anderen Frauen, mit denen er sich regelmäßig trifft. Auch die Andeutung eines Geschäftkollegen Hannes’, die sie zu einem leichten Mädchen degradiert, stößt sie ab und so reist zu übereilt zurück nach München.
Als Hannes aus Venedig zurückkommt, stellt er sie zur Rede, ohne ihre Beweggründe für die Abreise verstehen zu wollen. Sie kündigt empört zum Monatsende. Wenig später ist sie auf dem Polterabend ihrer Freundin Billy eingeladen. Auch Hannes hat sich angekündigt, hat jedoch bis abends noch einen Geschäftstermin und wird daher später kommen. Weil sein Wagen eine Panne hat, fährt er anschließend zu schnell, sein Wagen überschlägt sich und er wird verletzt – man liefert ihn ins Krankenhaus ein. Dany, die auf Billys Party schon für Wolfgangs zukünftige Braut gehalten wurde, eilt an sein Krankenbett und beide versöhnen sich. Es kommt zu einer kurzen Irritation, als Dany im Krankenhaus einen Anruf von „ihrem Bräutigam“ Wolfgang erhält und Hannes daraufhin verstimmt reagiert. Dany erklärt Wolfgang jedoch, dass sie ihn nie heiraten werde, weil sie nur Hannes liebt – dieser wiederum steht unbemerkt während des Telefonats hinter ihr, sodass es nun zur endgültigen Versöhnung kommt.

## Produktion
Die Dreharbeiten fanden von Februar bis März 1956 in den Filmstudios Wiesbaden und im Kurhaus Wiesbaden statt. Der Film erlebte am 8. Mai 1956 im Theater am Aegi in Hannover seine Premiere.
Im Film sind die Schlagerlieder Ewig verliebt und Starmambo von Hans-Otto Borgmann (Musik) und Günther Schwenn (Text) zu hören.

## Kritik
Das Lexikon des internationalen Films nannte Dany, bitte schreiben Sie eine „leichtgewichtige Komödie aus der deutschen Traumfabrik der 50er Jahre.“
Cinema bezeichnete den Film als seicht.